# Loweomyces
Loweomyces (Kotl. & Pouzar) Jülich – rodzaj grzybów z rodziny strocznikowatych (Meruliaceae).

## Systematyka i nazewnictwo
Pozycja w klasyfikacji według Index Fungorum: Meruliaceae, Polyporales, Incertae sedis, Agaricomycetes, Agaricomycotina, Basidiomycota, Fungi.
František Kotlaba i Zdeněk Pouzar w 1976 r. utworzyli podrodzaj Spongipellis subgen. Loweomyces, Walter Jülich w 1982 r. podniósł go do rangi rodzaju.

## Charakterystyka
Bazydiokarpy rozpostarte, rozpostarto-odgięte, siedzące lub kapeluszowe z bocznym, niemal centralnym trzonem. Grubościenne, bardzo długie, nierozgałęzione strzępki pseudoszkieletowe występują tylko w dolnej połowie trzonu, zwłaszcza u podstawy, brak ich w owocnikach beztrzonowych. Ścianki zarodników oraz strzępki silnie amyloidalne. W hymenium występują cienkościenne cystydy, ale czasami są bardzo rzadkie, podobne do tych u Tyromyces balsameus.
Gatunki występujące w Polsce:
- Loweomyces fractipes (Berk. & M.A. Curtis) Jülich 1982 – tzw. różnoporek drobnopory
- Loweomyces wynneae (Berk. & Broome) Jülich 1982 – tzw. białak jedwabisty, białak żółtosznurowy

Nazwy naukowe na podstawie Index Fungorum. Nazwy polskie według Władysława Wojewody..